# 星銃士ビスマルク
『星銃士ビスマルク』（せいじゅうしビスマルク）は、1984年10月7日から1985年9月29日まで日本テレビ系列の毎週日曜日10:30 - 11:00枠にて全51話が放送された、スタジオぴえろ制作のロボットアニメ。

## 概要
この作品は、スタジオぴえろが初めて制作したロボットアニメである。スタジオぴえろが制作した中でも数少ない、原作を漫画や絵本・コンピュータゲームに求めていないオリジナル作品であり、男児向けのアニメとしては他に『忍者戦士飛影』と『からくり剣豪伝ムサシロード』のみ。
本来の放送期間は半年間（全26話）の予定だったが、好評だったため期間が延長され、最終的には1年間（全51話）放送された。

## あらすじ
2069年。人類が太陽系に完全進出し、テラフォーミングをほどこされた木星・土星圏内に移民するようになった時代。
太陽系の平和は、デスキュラ星人によって壊された。デスキュラ星人の侵略行為を止めるべく、太陽系連邦軍は立ち上がる。激しい宇宙戦の末、一度はデスキュラ星人を敗走させるが、彼らが完全に撤退したわけではなかった。それから15年の時が流れた2084年。再び太陽系侵略に乗り出したデスキュラ星人に対し、地球連邦事務総長シャルル・ルヴェールは巨大変形ロボ『ビスマルク』を造り、輝進児をはじめとする4人の精鋭を集めて『ビスマルクチーム』を結成する。
これは、デスキュラ星人に立ち向かう4人の若者の戦いの記録である。

## 登場人物

### ビスマルクチーム
※基本的なデータは、DVD解説書による。
輝 進児（ひかり しんじ）
声 - 塩屋翼
身長 - 170cm / 体重 - 58kg / 血液型 - O型 / 国籍 - 日本国 / 誕生日 - 2067年5月4日 / 年齢 - 17歳
専用マシン - ロードレオン / プロテクトギアのメインカラー - 赤と白
ビスマルクでの操縦担当 - センターコンソール（メインオペレーションシステム）
主人公。なりゆき（メインコントロールを受け持つ人間が統制を取らなければ困るという理由）でビスマルクチームのリーダーになる。宇宙飛行士訓練生になるまでは天才レーサーとして活躍していた。
性格は正義感が強い熱血漢の一方、頑固で融通がきかない面もあり、訓練学校で教官に反抗し査問会にかけられた挙句に脱走した問題児であった。しかし物語が進むに連れて、冷静な一面を見せるようになり、リーダーとして成長していく。
太陽系連合軍のエースパイロットだった父は、15年前にデスキュラとの戦いで命を落とした。
物語のなかで、敵の攻撃により記憶喪失になったことがある。その時は、普段は見せない「戦闘への恐怖」をあらわにした。
マリアンとは恋人未満の仲だが、マリアンの気持ちを知りつつも、進児はあまり意識していない。
ビル・ウィルコックス
声 - 井上和彦
身長 - 173cm / 体重 - 65kg / 血液型 - A型 / 国籍 - アメリカ合衆国 / 誕生日 - 2068年2月26日 / 年齢 - 16歳
専用マシン - アローストライカー / プロテクトギアのメインカラー - 青と白
ビスマルクでの操縦担当 - ライトコンソール（オペレーションシステム）
アメリカ最年少のジェットパイロットであり、超一流のガンマンでもある天才少年。ビスマルクチームに入るまではスペースインパルス隊のチーフパイロットを務め、賞金稼ぎに精を出していた。
性格は、いい加減なところがあり、喜怒哀楽をストレートに出す直情型。性格的には三枚目で、ビスマルクチームには欠かせないムードメーカーである。考えるより行動するほうが先。ゆえにトラブルに巻き込んだり巻き込まれたりする、トラブルメーカーでもある。
彼が戦いを怖がらず、デスキュラを激しく憎むのは、両親をデスキュラ星人に殺された過去があるからである。
「死んでも治らない」と評される無類の女好き。それゆえ女性にまつわるエピソードが後を絶たなかったが、最終的にジョーン・クレメンタイン（声 - 大城松美→勝生真沙子）と恋仲になった。また、子供や動物も好きでもあり、それ絡みのエピソードも比較的目立った。
リチャード・ランスロット
声 - 島田敏
身長 - 180cm / 体重 - 62kg / 血液型 - AB型 / 国籍 - イギリス・スコットランド / 誕生日 - 2066年1月30日
専用マシン - ドナテルロ / プロテクトギアのメインカラー - 黒
ビスマルクでの操縦担当 - レフトコンソール（インテリジェンスシステム）
ビスマルクチームのブレーン的存在。ビスマルクチームに所属する以前は、英国王室特別諜報部のエリートエージェントだった。
性格は冷静沈着な論理型。女王陛下や祖国をこよなく愛し、忠誠を誓う謙虚で礼儀正しいところがある。一見は頑固に見える中、その冷静さと慎重さゆえに、性格が正反対なビルと衝突が絶えなかった。また、最初期の頃は空港スタッフに横柄な態度を取るなど、少々尊大で嫌味な部分があった。
ビスマルクの情報担当を受け持つ他、暗号解読等にも長ける。科学や地質学など様々な学問に通じ、バグパイプの練習をしたり詩を書いたりと非常に多趣味。ビスマルクチームでは唯一、射撃以外の戦闘術（＝フェンシング）をマスターしており、プロテクトギアを装備した生身の戦闘では、スペースホースのドナテルロにまたがり、サーベル型のビームセイバーで戦う。
スコットランドの名家ランスロット家の長男で、アーサー王に仕えた円卓の騎士のひとり・ランスロットの子孫。れっきとした貴族である。家族には父・エドワード（声 - 石森達幸）と母・メアリー（声 - 朝井良江）が登場する。なお、ビスマルクチームでは唯一、両親の生存が確認されている。
ビルに次いで女性がらみのエピソードが多いが、真面目で一途な思いを寄せたりとビルとは対照的である。その中でも24話に登場したシンシア（声 - 鶴ひろみ）とは特にいい雰囲気になったものの、その後の進展が描かれることはなかった。オープニングでは、冒頭の集合時にマリアンに被って見えなくなったり、一人だけマスクをとった顔のわかる状態のアップがなかったりやや扱いが悪い。
マリアン・ルヴェール
声 - 神代智恵
国籍 - フランス / 誕生年 - 2069年 / 年齢 - 15歳
プロテクトギアのメインカラー - ピンク（第7話から装着）
ビスマルクでの操縦担当 - リアコンソール（主に通信を担当）
ビスマルクの開発者にして地球連邦事務総長のシャルル・ルヴェールを父に持つ、フランス最年少の女性科学者。父親同士が親友だったこともあり、進児とは幼なじみの間柄である。
4人が出会う衛星ガニメデには、父の代理（＝特使）として向かった。31話では写真にのみ母親が登場している（母親の生死は不明）。
心優しく、感情豊かなおてんば娘。年頃の女の子らしく、オシャレに敏感でショッピングが大好き。実は極度のファザコンである。進児を愛しており、自分から進児をデートに誘う積極的な一面を見せることも。
進児ら三人がビスマルクを離れた時には操縦を代わり、イザという時はプロテクトギア（第7話から登場）をまとい戦う。素手での格闘はできるものの、銃を使った戦闘を極端に嫌がる。
ビスマルク内の私室には、文字盤や針先端にハートマークの付いた振り子時計、クマの縫いぐるみ、☆柄の枕など少女らしい趣味のグッズが揃えられている。また、就寝時は小さなウサギの縫いぐるみと一緒に寝ている。

### 人類
ルヴェール事務総長
声 - 糸博
国籍 - フランス / 最終学歴 - ソルボンヌ大学卒業
本名は「シャルル・ルヴェール」。マリアンの父。地球連邦政府事務局長であり、ビスマルクを設計した宇宙科学者でもある。15年前のデスキュラとの戦いで崩壊した太陽系連邦の復活が夢。
温厚で物事を深く考えるタイプ。今は亡き親友の息子・進児の成長を陰から見守り、娘マリアンに父親らしさを見せることも。
物語後半の鍵を握る重要人物。
ウォルター総司令官
声 - 平林尚三
ドメス将軍
声 - 寺島幹夫
物語前半の舞台である木星の第三衛星・ガニメデ西部地区の軍統率者。宇宙戦艦フェニックス号を指揮し、連邦政府と連携を取らず独自にデスキュラと戦おうとする。
アントニオ
声 - 柏倉つとむ
バルボーニ
声 - 郷里大輔 →古田信幸

### デスキュラ星人
15年前、太陽系に侵略しに来た悪の宇宙人軍団、細胞変化で人間そっくりに化けられる（1話でのリチャードの言葉から。ただし劇中に登場したデスキュラ星人に非人間型の者は存在しない）。生存のために大量の水を必要としており、それが侵略目的の一つ。攻撃目標周辺に妨害電波を張るのが常套手段であり、17話では無線連絡を取れないことが逆にデスキュラの暗躍を察知するきっかけになったほどである。
ザトラー
声 - 銀河万丈
3話から登場。ガニメデ遊撃隊長。敵にも味方にも無慈悲な冷血漢。ビスマルクを倒そうとあの手この手と手を打つが、いつも惨敗してしまう。26話で進児に倒される。
ヒューザー総統
声 - 加藤精三
デスキュラ星人の指導者。15年前、大軍を率いて太陽系に現れた。激戦の末太陽系連邦軍に敗れたあとは、暗黒星メテウスにて再び侵略の機が熟すのを待っていた。
その身体は15年前の戦いで損傷を受けており、一部が機械化している。
ペリオス
声 - 鈴置洋孝
ヒューザー総統がアンドロメダから呼び寄せたデスキュラ星人。美形で知略に富む男で、権力志向が強い。自分しか信用しておらず、他人（とくに地球人）は「利用するもの」だと考えている冷酷な一面を持つ。
ビスマルクチームの最大のライバルとなる。
ギュスター
声 - 緒方賢一
ヒューザー総統の側近。
ゲスペル
声 - 千田光男
ヒューザー総統直属の部下で、デスキュラの司令官。短絡的な性格でペリオスとは折り合いが悪い。
デベロ
声 - 天地麦人
ヒューザー総統直属の部下で、デスキュラの司令官。親衛隊きっての逸材と評されるペリオスのことが気に入らない。

## 登場メカ

### ビスマルク
大型宇宙戦闘母艦ビスマルクが「バトロード・フォーメーション」で変形し、巨大ロボとなる。携帯武器として、巨大な拳銃「ロングトム」を右脚部に装備している。また、使用回数は少ないが、肩や脚部に装備されたミサイルも存在する。必殺技は胸～胴部の武装を一斉発射する「オルガニック・フォーメーション」。一人乗りの小型メカであるロードレオン、アローストライカー、馬型のロボットであるスペースホース・ドナテルロを搭載している。48話以降、同じ外見ながら大幅なパワーアップが施された2号機（改良型）が登場、最終決戦まで活躍した。ちなみに2号機にはロングトムに変わり、サブマシンガン型の武器が装備されている。

### ロードレオン
進児が乗り込むオフロードカー。第1話で進児はこの車でラリーに出走、優勝を果たしている。武器は車体上部に内蔵されたビームガトリング砲と側面に内蔵されたミサイル砲。

### アローストライカー
ビルが乗り込む戦闘機。機体上部のビーム砲が武器（シートのヘッドレストに付いたコネクターをヘルメットの左耳部分に接続することで、同調した照準用クロスゲージがバイザーに浮かぶ）。ビルがフルネームを名乗ると音声認識で風防が開く。

### ドナテルロ
リチャードの愛馬であるスペースホース（ロボット馬）。足首のロケットエンジンで飛行が可能。右肩部分のホルスターにリチャード用のビームライフルを装備。なお、スペースホースは割と一般的なものらしく、劇中ではドナテルロ以外にも生活圏で使われるスペースホース、野生化したスペースホースの群れなどが登場する。

### プロテクトギア
ビスマルクチーム等が着用する強化服であり宇宙服。装着者それぞれの個性に合わせている。特にアメリカ人のビルの強化服は、テンガロンハットをイメージさせるつばの付いたヘルメットに、レーザー銃も中折れ式のリボルバータイプというカウボーイをイメージしたデザインだった。一方イギリス人のリチャードのプロテクトギアはヘルメットがイギリス王室の近衛兵のイメージとなっており、武器はライトサーベルといった騎士的な感じにと個性の差別化が行われていた。日本人の進児は、カラーリングに赤と白のツートーン、日の丸カラー程度に留まっている。マリアン用は、髪が露出したまま宇宙でも活動できる。下着姿で装着用装置に立つことで、自動的に装着される。生産国の違いからか、背中に装備するロケットブースターは全員形が異なる。

## スタッフ
- 製作 - 布川ゆうじ
- プロデューサー - 初川則夫（日本テレビ）、光森裕子（スタジオぴえろ）
- 企画 - 鳥海永行
- シリーズ構成 - 馬嶋満
- 連載 - テレビマガジン、てれびくん
- キャラクターデザイン - 加藤茂
- メカニックデザイン - 森木靖泰、デザインオフィスメカマン
- 音楽 - 戸塚修
- 音響監督 - 斯波重治
- 美術監督 - 勝又激
- 撮影監督 - 福田岳志
- 編集 - 森田清次
- 監督 - 案納正美
- シリーズディレクター - 鴫野彰
- 制作著作 - 日本テレビ、スタジオぴえろ

## 主題歌
オープニングテーマ - 『不思議 CALL ME』
エンディングテーマ - 『夢銀河』
作詞 - 大津あきら / 作曲 - 鈴木キサブロー / 編曲 - 戸塚修 / 歌 - MIO / レーベル - キングレコード

## 各話リスト
| 話数   | 放送日         | サブタイトル              | 脚本              | 絵コンテ | 演出       | 作画監督            |
| ------ | -------------- | ------------------------- | ----------------- | -------- | ---------- | ------------------- |
| 第1話  | 1984年 10月7日 | 宇宙の冒険野郎            | 馬嶋満            | 高橋資祐 | 案納正美   | 高橋資祐            |
| 第2話  | 10月14日       | おれとあいつとあの野郎    | 馬嶋満            | 鹿島典夫 | 横山広行   | 上條修              |
| 第3話  | 10月21日       | 小さな名保安官            | 四十物光男        | 鴫野彰   | 鴫野彰     | 池上裕之            |
| 第4話  | 10月28日       | デスキュラ・スパイを撃て! | 久島一仁          | 案納正美 | 池上和彦   | 八幡正              |
| 第5話  | 11月4日        | 激突!! 荒野の決戦         | 馬嶋満            | 徳名木望 | 高波法彦   | 大貫健一            |
| 第6話  | 11月11日       | 美少女エリスの秘密        | 馬嶋満 笹野聡恵   | 鴫野彰   | 鴫野彰     | 池上裕之            |
| 第7話  | 11月18日       | 小さな愛の物語            | 四十物光男        | 長尾粛   | 案納正美   | 高橋あさお          |
| 第8話  | 11月25日       | 謎のスペース・ホース      | 四十物光男        | 吉田浩   | 横山広行   | 福島喜晴            |
| 第9話  | 12月2日        | 明日への戦い              | 四十物光男        | 吉田浩   | 池上和彦   | 谷口守泰            |
| 第10話 | 12月9日        | ガニメデの鬼将軍          | 馬嶋満            | 横山広行 | 横山広行   | 小林勝利            |
| 第11話 | 12月16日       | 老いたる不死鳥            | 馬嶋満            | 長尾粛   | 鴫野彰     | 高橋あさお          |
| 第12話 | 12月23日       | 星空のクリスマスカロル    | 馬嶋満            | 鴫野彰   | 池上和彦   | 福島喜晴            |
| 第13話 | 12月30日       | 死神キッド                | 四十物光男        | 吉田浩   | 案納正美   | 池上裕之            |
| 第14話 | 1985年 1月6日  | 白銀の決闘                | 馬嶋満 笹野聡恵   | 遺映龍   | 横山広行   | 小林勝利            |
| 第15話 | 1月13日        | ラスト・シューティング    | 馬嶋満            | 鴫野彰   | 鴫野彰     | 鄭雨英              |
| 第16話 | 1月20日        | よみがえる騎士道          | 四十物光男        | 池上和彦 | 池上和彦   | 谷口守泰            |
| 第17話 | 1月27日        | 君の手で村を守れ          | 伊東恒久          | 横山広行 | 横山広行   | 池上裕之            |
| 第18話 | 2月3日         | 地獄から来た聖者          | 馬嶋満            | 遺映龍   | 鴫野彰     | 池上裕之 木村圭市郎 |
| 第19話 | 2月10日        | 秘密暗殺計画を暴け        | 四十物光男        | 鴫野彰   | 五月女有作 | 高田三郎            |
| 第20話 | 2月17日        | 危険な来訪者              | 馬嶋満 笹野聡恵   | 案納正美 | 池上和彦   | 加藤茂              |
| 第21話 | 2月24日        | 恐怖のロボット・ショー    | 伊東恒久          | 遺映龍   | 横山広行   | 田中保              |
| 第22話 | 3月3日         | 爆発!! 死のレース         | 四十物光男        | 野寺三郎 | 八谷賢一   | 高田三郎            |
| 第23話 | 3月10日        | キャプテン・ホリデー      | 四十物光男        | 鴫野彰   | 鴫野彰     | 池上裕之            |
| 第24話 | 3月17日        | 四つ葉のクローバー        | 馬嶋満 笹野聡恵   | 池上和彦 | 池上和彦   | 谷口守泰            |
| 第25話 | 3月24日        | 猛撃! ブラスター・パルス  | 馬嶋満            | 森川滋   | 森川滋     | 長谷川直            |
| 第26話 | 3月31日        | ガニメデ最後の決戦        | 馬嶋満            | 鴫野彰   | 横山広行   | 八幡正              |
| 第27話 | 4月7日         | 新たなる決意 ACT-1        | 久島一仁          | 日高麗   | 案納正美   | 渡部高志            |
| 第28話 | 4月14日        | 新たなる決意 ACT-2        | 久島一仁          | 日高麗   | 鴫野彰     | 池上裕之            |
| 第29話 | 4月21日        | 再会、そして旅立ち        | 馬嶋満            | 遺映龍   | 棚沢隆     | 小原秀一            |
| 第30話 | 4月28日        | 戦え! 平和のために        | 馬嶋満 笹野聡恵   | 高橋資祐 | 池上和彦   | 高橋資祐            |
| 第31話 | 5月5日         | アンドロメダから来た男    | 四十物光男 馬嶋満 | 鴫野彰   | 鴫野彰     | 谷口守泰            |
| 第32話 | 5月12日        | デスキュラ・ハンター      | 新林実            | 横山広行 | 横山広行   | 朴炯仁              |
| 第33話 | 5月19日        | 幽霊戦隊を叩け!           | 伊東恒久          | 案納正美 | 池上和彦   | 八幡正              |
| 第34話 | 5月26日        | 虹に願いを!               | 四十物光男        | 鴫野彰   | 鴫野彰     | 田中保              |
| 第35話 | 6月2日         | 女戦士チルカ              | 笹野聡恵          | 遺映龍   | 日高麗     | 池上裕之            |
| 第36話 | 6月9日         | ジュノー星救出作戦        | 馬嶋満            | 池上和彦 | 池上和彦   | 谷口守泰            |
| 第37話 | 6月16日        | 50%の賭け                 | 四十物光男        | 鴫野彰   | 鴫野彰     | 八幡正              |
| 第38話 | 6月23日        | わんぱくWARS!             | 伊東恒久          | 横山広行 | 横山広行   | 朴炯仁              |
| 第39話 | 6月30日        | 魔のレト星フィールド      | 笹野聡恵          | 日高麗   | 新林実     | 田中保              |
| 第40話 | 7月7日         | 真心が見えた時            | 四十物光男        | 高橋資祐 | 池上和彦   | 高橋資祐            |
| 第41話 | 7月14日        | 恐竜の星                  | 伊東恒久          | 鴫野彰   | 鴫野彰     | 池上裕之            |
| 第42話 | 7月21日        | 大要塞接近!               | 四十物光男        | 横山広行 | 横山広行   | 谷口守泰            |
| 第43話 | 7月28日        | デスキュラの秘密          | 馬嶋満            | 遺映龍   | 新林実     | 八幡正              |
| 第44話 | 8月4日         | 星の神話                  | 四十物光男        | 日高麗   | 池上和彦   | 田中保              |
| 第45話 | 8月11日        | 奪回! ルヴェール博士      | 笹野聡恵          | 鴫野彰   | 鴫野彰     | 池上裕之            |
| 第46話 | 8月18日        | ビスマルク解体!           | 馬嶋満 笹野聡恵   | 横山広行 | 横山広行   | 谷口守泰            |
| 第47話 | 9月1日         | 戦士の復活                | 四十物光男        | 遺映龍   | 新林実     | 八幡正              |
| 第48話 | 9月8日         | ハイパーフォトン砲発射!   | 伊東恒久          | 池上和彦 | 池上和彦   | 田中保              |
| 第49話 | 9月15日        | ヘルペリデスを撃破せよ!   | 馬嶋満 笹野聡恵   | 鴫野彰   | 鴫野彰     | 池上裕之            |
| 第50話 | 9月22日        | ヘルペリデス脱出          | 久島一仁          | 日高麗   | 新林実     | 福島喜晴            |
| 第51話 | 9月29日        | 夢銀河                    | 久島一仁          | 遺映龍   | 横山広行   | 沖浦啓之 逢坂浩司   |

『星銃士ビスマルク DVD-BOX 1・2』では、収録順が第14・15話、第39・40話がそれぞれ逆になっている。

## 放送局
※放送日時は個別に出典が提示してあるものを除き1985年2月時点、放送系列は放送当時のものとする。
| 放送地域      | 放送局             | 放送日時                                                                      | 放送系列                                     | 備考   |
| ------------- | ------------------ | ----------------------------------------------------------------------------- | -------------------------------------------- | ------ |
| 関東広域圏    | 日本テレビ         | 日曜 10:30 - 11:00                                                            | 日本テレビ系列                               | キー局 |
| 北海道        | 札幌テレビ         | 日曜 10:30 - 11:00                                                            | 日本テレビ系列                               |        |
| 宮城県        | ミヤギテレビ       | 日曜 10:30 - 11:00                                                            | 日本テレビ系列                               |        |
| 福島県        | 福島中央テレビ     | 日曜 10:30 - 11:00                                                            | 日本テレビ系列                               |        |
| 新潟県        | テレビ新潟         | 日曜 10:30 - 11:00                                                            | 日本テレビ系列                               |        |
| 静岡県        | 静岡第一テレビ     | 日曜 10:30 - 11:00                                                            | 日本テレビ系列                               |        |
| 中京広域圏    | 中京テレビ         | 日曜 10:30 - 11:00                                                            | 日本テレビ系列                               |        |
| 近畿広域圏    | よみうりテレビ     | 日曜 10:30 - 11:00                                                            | 日本テレビ系列                               |        |
| 鳥取県 島根県 | 日本海テレビ       | 日曜 10:30 - 11:00                                                            | 日本テレビ系列                               |        |
| 広島県        | 広島テレビ         | 日曜 10:30 - 11:00                                                            | 日本テレビ系列                               |        |
| 岡山県 香川県 | 西日本放送         | 日曜 10:30 - 11:00                                                            | 日本テレビ系列                               |        |
| 福岡県        | 福岡放送           | 日曜 10:30 - 11:00                                                            | 日本テレビ系列                               |        |
| 熊本県        | くまもと県民テレビ | 日曜 10:30 - 11:00                                                            | 日本テレビ系列                               |        |
| 青森県        | 青森放送           | 木曜 17:00 - 17:30                                                            | 日本テレビ系列 テレビ朝日系列                |        |
| 岩手県        | テレビ岩手         | 金曜 17:00 - 17:30                                                            | 日本テレビ系列                               |        |
| 秋田県        | 秋田放送           | 月曜 17:00 - 17:30                                                            | 日本テレビ系列                               |        |
| 山形県        | 山形放送           | 土曜 7:15 - 7:45（1984年12月時点）→ 木曜 17:00 - 17:30（1985年3月 - 6月時点） | 日本テレビ系列 テレビ朝日系列                |        |
| 長野県        | テレビ信州         | 火曜 17:00 - 17:30                                                            | 日本テレビ系列 テレビ朝日系列                |        |
| 山梨県        | 山梨放送           | 月曜 17:00 - 17:30                                                            | 日本テレビ系列                               |        |
| 愛媛県        | 南海放送           | 木曜 17:25 - 17:55                                                            | 日本テレビ系列                               |        |
| 宮崎県        | テレビ宮崎         | 火曜 17:30 - 18:00                                                            | フジテレビ系列 日本テレビ系列 テレビ朝日系列 |        |
| 鹿児島県      | 鹿児島テレビ       | 金曜 17:25 - 17:55                                                            | フジテレビ系列 日本テレビ系列                |        |
| 沖縄県        | 沖縄テレビ         | 水曜 17:30 - 18:00                                                            | フジテレビ系列                               |        |

## 関連事項
アメリカにおいてはリチャードが「セイバー・ライダー（Saber Rider）」の名となり主人公となる等、様々な設定の変更が行われ、『セイバー・ライダー&ザ・スターシェリフス（Saber Rider and the Star Sheriffs）』のタイトルで放送された。アウトライダー（＝デスキュラ）は異次元人という設定で、劇中の消滅シーンは異次元に送り返される表現ということにされている。その他、合計5話分の話が未放送となる代わりに新作カットが含まれる新規エピソード6話分が新たに追加されるなど、原版とは異なる製作が行われた。
アメリカでは2011年にNintendo 3DSとWii Uでゲームが発表されている。
2020年4月には、ゲーム『スーパーロボット大戦X-Ω』に期間限定で本作のロボット・キャラクターが登場している。

## 備考
- この番組のBGM「ビスマルク出動」は、本放送終了後の1989年～2002年に放送された『知ってるつもり?!』のオープニングでも使われている。
- 第4話・第10話・第30話の予告は、レコードのプレゼント告知のため本放送ではカットされ、再放送で初めて日の目を見た。